# 이시언 (배우)
이시언(李施彦, 본명: 이보연, 李普淵, 1982년 7월 3일 ~ )은 대한민국의 배우이다.

## 학력
- 백산초등학교
- 덕천중학교
- 동명정보공업고등학교
- 서울예술대학 방송연예과

## 출연 작품

### 드라마
| 연도  | 방송사                             | 제목                                     | 역할                             | 비고      |
| ----- | ---------------------------------- | ---------------------------------------- | -------------------------------- | --------- |
| 2009  | MBC                                | 주말특별기획 《친구, 우리들의 전설》     | 김중호                           | 사전 제작 |
| 2010  | SBS                                | 월화특별기획 《닥터 챔프》               | 허택우                           | 16부작    |
| 2011  | SBS                                | 월화특별기획 《파라다이스 목장》         | 이 비서                          | 사전 제작 |
| 2011  | SBS                                | 월화드라마 《무사 백동수》               | 대흥                             | 29부작    |
| 2011  | MBN                                | 주말시트콤 《갈수록 기세등등》           | 왕성한                           | 36부작    |
| 2012  | MBN                                | 주말시트콤 《갈수록 기세등등》           | 왕성한                           | 36부작    |
| MBC   | 수목 미니시리즈 《더킹 투하츠》    | 기운                                     | 특별 출연                        |           |
| tvN   | 화요드라마 《응답하라 1997》       | 방성재                                   | 16부작                           |           |
| KBS2  | 주말연속극 《내 딸 서영이》        | 최호정의 맞선남                          | 특별 출연                        |           |
| KBS2  | 2013                               | 월화드라마 《상어》                      | 김동수                           | 20부작    |
| KBS2  | 2013                               | KBS 드라마 스페셜 - 《기묘한 동거》      | 광현                             | 단막극    |
| tvN   | 2013                               | 금토드라마 《응답하라 1994》             | 방성재                           | 특별 출연 |
| KBS2  | 2013                               | KBS 드라마 스페셜 - 《오빠와 미운 오리》 | 강은국                           | 단막극    |
| KBS2  | 2013                               | KBS 드라마 스페셜 - 《진진》             | 김경철                           | 단막극    |
| 2014  | JTBC                               | 일일드라마 《귀부인》                    | 윤신중                           | 114부작   |
| 2014  | SBS                                | 주말극장 《모던파머》                    | 유한철                           | 20부작    |
| 2014  | tvN                                | 월화드라마 《일리있는 사랑》             |                                  | 카메오    |
| 2015  | MBC                                | 수목드라마 《킬미힐미》                  | 박민재 선생                      | 특별 출연 |
| 2015  | tvN                                | 월화드라마 《호구의 사랑》               | 신청재                           | 16부작    |
| 2015  | JTBC                               | 금토드라마 《순정에 반하다》             | 오우식                           | 16부작    |
| 2015  | SBS                                | 토요드라마 《심야식당》                  | 이태수                           | 20부작    |
| 2015  | MBC EVERY1                         | 《웹툰히어로 툰드라쇼》                  | 이방원                           | 12부작    |
| 2015  | 소후 티비                          | 웹드라마 《고품격 짝사랑》               | 허빈                             | 20부작    |
| 2015  | SBS                                | 드라마스페셜 《리멤버 - 아들의 전쟁》    | 안수범 실장                      | 20부작    |
| 2016  | SBS                                | 드라마스페셜 《리멤버 - 아들의 전쟁》    | 안수범 실장                      | 20부작    |
| MBC   | 수목드라마 《W》                   | 박수봉                                   | 16부작                           |           |
| MBC   | 2017                               | 《세가지색 판타지 - 우주의 별이》        | 조용기                           | 6부작     |
| SBS   | 2017                               | 월화드라마 《피고인》                    | 박기태                           | 특별 출연 |
| KBS2  | 2017                               | 수목드라마 《김과장》                    | 박용택 검사                      | 20부작    |
| SBS   | 2017                               | 월화드라마 《귓속말》                    | 강유택 젊은시절                  | 17부작    |
| JTBC  | 2017                               | 금토드라마 《맨투맨》                    | 지세훈 대표                      | 16부작    |
| SBS   | 2017                               | 월화드라마 《엽기적인 그녀》             | 방세호                           | 사전제작  |
| SBS   | 2017                               | 드라마스페셜 《다시 만난 세계》          | 신호방                           | 40부작    |
| MBC   | 2017                               | 주말드라마 《밥상 차리는 남자》          | 봉명태                           | 특별 출연 |
| MBC   | 2017                               | 월화드라마 《투깝스》                    | 용팔이                           | 우정 출연 |
| MBC   | 2017                               | 수목드라마 《로봇이 아니야》             |                                  | 특별 출연 |
| MBC   | 2018                               | 수목드라마 《로봇이 아니야》             |                                  | 특별 출연 |
| tvN   | 토일드라마 《라이브》              | 강남일 경사                              | 18부작                           |           |
| OCN   | 주말드라마 《플레이어》            | 임병민                                   | 14부작                           |           |
| MBN   | 웹드라마 《고품격 짝사랑》         | 허실장                                   | 20부작                           |           |
| 2019  | JTBC                               | 월화드라마 《으라차차 와이키키 2》       | 이시언 PD                        | 특별출연  |
| 2019  | tvN                                | 월화드라마 《어비스》                    | 박동철                           | 16부작    |
| 2019  | tvN                                | 토일드라마 《호텔 델루나》               | 우주비행사(제 2순위 지배인 후보) | 특별출연  |
| 2019  | TV조선                             | 주말드라마 《간택 - 여인들의 전쟁》      | 왈                               | 16부작    |
| 2020  | TV조선                             | 주말드라마 《간택 - 여인들의 전쟁》      | 왈                               | 16부작    |
| MBC   | 월화드라마 《저녁 같이 드실래요?》 | 제주도 푸드 트럭의 초보사장              | 특별출연                         |           |
| KBS 2 | 수목드라마 《그놈이 그놈이다》     | 오시언 작가                              | 특별출연                         |           |
| MBC   | 월화드라마 《카이로스》            | 퀵배달부                                 | 특별출연                         |           |
| KBS 2 | 수목드라마 《바람피면 죽는다》     | 장승철                                   | 16부작                           |           |
| 2021  | SBS                                | 금토드라마 《펜트하우스 2》              | 형사                             | 특별출연  |
| 2021  | SBS                                | 월화드라마 《라켓소년단》                | 부산시민 1                       | 특별출연  |
| 2022  | KBS 2                              | 월화드라마 《크레이지 러브》             | 강민                             | 16부작    |
| 2022  | KBS 2                              | 수목드라마 《진검승부》                  | 고중도                           | 12부작    |
| 2024  | tvN                                | 월화드라마 《플레이어 2 : 꾼들의 전쟁》  | 임병민                           | 12부작    |
| 2024  | SBS                                | 금토드라마 《굿파트너》                  | 김훈                             | 특별출연  |

### 영화
| 연도 | 제목                    | 역할                    | 비고     |
| ---- | ----------------------- | ----------------------- | -------- |
| 2001 | 《신라의 달밤》         |                         | 데뷔     |
| 2011 | 《아이들...》           | 윤 피디                 |          |
| 2011 | 《퍼펙트 게임》         | 국가대표선배 1/ MBC선수 |          |
| 2012 | 《달려라 석진》         | 석진                    |          |
| 2013 | 《깡철이》              | 종수                    |          |
| 2014 | 《나의 사랑 나의 신부》 | 기태                    |          |
| 2019 | 《자전차왕 엄복동》     | 이홍대                  |          |
| 2019 | 《아내를 죽였다》       | 채정호                  |          |
| 2020 | 《서치 아웃》           | 성민                    |          |
| 2024 | 《파일럿》              | 공군출신 기장           | 특별출연 |

### 연극
- 《학마을 사람들》
- 《오셀로》
- 《청춘예찬》
- 《청혼》
- 《새장》
- 《그때도 오늘》

### 방송
- 2012년, 2016년 tvN SNL 코리아 3회, 12회
- 2013년, 2016년, 2019년 《황금어장 라디오스타》300회, 443회, 554회
- 2016년 MBC 《나 혼자 산다》 2016년 9월 23일 ~ 2020년 12월 25일
- 2016년 MBC 《진짜 사나이》
- 2016년, 2018년 tvN 《인생술집》
- 2017년 JTBC 《아는 형님》 101회 11월 11일 <형님고 (高), 2017 최강 슈퍼모델 선발대회>
- 2017년 JTBC 《냉장고를 부탁해》119회
- 2017년 KBS 《해피투게더 3》
- 2017년 MBC 《무한도전》
- 2019년 SBS 《SBS 스페셜》 558회: 틈의 바다 ... 내레이션
- 2019년 MBC 《구해줘 홈즈》30회
- 2019년 tvN 《도레미 마켓》88회
- 2020년 tvN 《서울 촌놈》 1, 2회
- 2022년 tvN 《줄 서는 식당》 16회
- 2022년 ~ 2023년 MBC 《태어난 김에 세계일주》
- 2022년 tvN 《화사쇼》 3회
- 2022년 tvN 《부산촌놈 in 시드니》 고정
- 2023년 MBC 《태어난 김에 세계일주》 3
- 2023년 SBS 《미운 우리 새끼》 367회 스페셜MC
- 2024년 MBC 《라디오스타》 게스트
- 2024년 tvN 《놀라운 토요일 도레미마켓》 게스트
- 2024년 KBS Joy 《이십세기 힛트-쏭》 객원 MC

## 광고
- 2014 한국GM 쉐보레 크루즈
- 2016 SK텔레콤 스마트 홈
- 2016 원스토어
- 2016 정관장 홍삼정 에브리데이
- 2017 롯데닷컴 롯데 옴니쇼핑
- 2018 삼성증권
- 2018 삼국지 M
- 2018 신신파스 아렉스
- 2018 빙그레 바나나맛 우유
- 2018 PC노리 올인원PC
- 2019 트립닷컴
- 2019 큐원 상쾌환
- 2019 LG전자 LG Thinq

### 뮤직비디오
- 김종국 - 사랑한다는 말 (2006년)

## 수상 및 후보 목록
| 연도 | 시상식           | 부문                           | 작품                 | 결과 |
| ---- | ---------------- | ------------------------------ | -------------------- | ---- |
| 2016 | MBC 방송연예대상 | 버라이어티 부문 남자 신인상    | 진짜 사나이          | 후보 |
| 2016 | MBC 연기대상     | 남자 신인상                    | W                    | 후보 |
| 2016 | SBS 연기대상     | 장르드라마부문 남자 특별연기상 | 리멤버 - 아들의 전쟁 | 후보 |
| 2017 | MBC 방송연예대상 | 버라이어티부문 남자 신인상     | 나 혼자 산다         | 수상 |
| 2017 | MBC 연기대상     | 월화극 부문 황금 연기상        | 투깝스               | 후보 |
| 2017 | SBS 연기대상     | 남자 조연상                    | 다시 만난 세계       | 후보 |
| 2018 | MBC 방송연예대상 | 버라이어티부문 남자 최우수상   | 나 혼자 산다         | 수상 |
| 2019 | MBC 방송연예대상 | 버라이어티 부문 최우수상       | 나 혼자 산다         | 후보 |
| 2019 | MBC 방송연예대상 | 베스트 팀워크상                | 나 혼자 산다         | 수상 |
| 2023 | MBC 방송연예대상 | 베스트 커플상                  | 태어난 김에 세계일주 | 수상 |

## 홍보대사
- 2019년 1월 동작구 홍보대사